# 恶魔蠕虫
恶魔蠕虫（学名：Halicephalobus mephisto）也称魔鬼蠕虫、魔鬼线虫，是2011年在南非一座金矿中发现的一种新线虫，生活在地面以下1.3公里深的极端环境中，身长约0.5毫米。